# پرتورو
پرتورو (به ایتالیایی: Pretoro) یک کومونه در ایتالیا است که در استان کییتی واقع شده‌است.

## خصوصیات
پرتورو ۲۶ کیلومترمربع مساحت و ۱٬۱۰۵ نفر جمعیت دارد و ۵۶۰ متر بالاتر از سطح دریا واقع شده‌است.